# 正法事門法華宗
正法事門法華宗（しょうほうじもんほっけしゅう）は、1960年4月3日、牛尾日勇が虚空七宝妙塔中に於いて、教主釈迦牟尼世尊より妙法無辺宣布の仏勅を拝受したことに縁起する。

## 概要
- 名称：宗教法人正法事門法華宗
- 所在地：佐賀県唐津市厳木町岩屋530-4
- 設立年月日：昭和35年4月3日
- 初代管長：牛尾日勇
- 二代管長：牛尾日秀
- 本尊：多宝仏塔（釈迦牟尼仏・多宝如来）
- 経典：法華三部十巻三十二品

## 教義
法華経如来神力品の「如日月光明　能除諸幽冥　斯人行世間　能滅衆生闇　教無量菩薩　畢竟住一乗」に見る如く、神通妙法の慈光によって五濁悪世に苦悩する一切衆生を利益引導し、大乗仏教の精華たる法華経の精神に基づく菩薩的人材を育成し、人類の幸福と世界の平和に資するにある。
仏教の根本哲理は、気圏、水圏、地圏に見られる法輪、すなわち「循環と調和」にある。依って、本宗は懺悔と感謝に生じる合掌の生活に人々を導き、相互犠牲と相互扶助に成る真理依法を以て、永遠の楽土を地上に築かんとする如来聖業の活動を推進している。三智妙法をもって衆生救済に当たり、仏教の再建をめざす。

## 沿革
- 1965年（昭和40年）牛尾日勇により設立。
- 1965年（昭和40年）3月　佐賀県知事より単立宗教法人・正法事門法華宗獅子王山妙法寺の認証を受く
- 1977年（昭和52年）3月　文部大臣より包括宗教法人正法事門法華宗としての教団認証を受く
- 1988年（昭和63年）牛尾日勇の死後、牛尾日秀が二代管長に就任。
- 1989年（平成元年）10月　妙法寺大本堂落慶法要　済世利民のための講演・出版活動を開始する
- 1996年（平成7年）1月　癒しと救いのための「ほとけの里」建設工事着工
- 2000年（平成11年）「ほとけの里」第１期工事完了「ほとけの里」第２期工事着工